# Tipula (Microtipula) brasiliensis
Tipula (Microtipula) brasiliensis is een tweevleugelige uit de familie langpootmuggen (Tipulidae). De soort komt voor in het Neotropisch gebied.